# Abdelaziz Madoui
Pour les articles homonymes, voir Madoui.
Abdelaziz Madoui, né le 10 mars 1935 à Batna, est un ancien wali en Algérie.

## Biographie
Il a été vice-président puis président de l'association de la mosquée du premier novembre 1954 à  Batna,

## Études
Licence en droit (autodidacte) 

## Fonctions
Ses principales fonctions occupées sont : 
1. Chef de  cabinet de la préfecture des Oasis à  Ouargla (1962-1964)
2. Secrétaire  général de la même  préfecture de (1964-1967)
3. Secrétaire Général de la Wilaya de Batna (1967-1970)
4. Wali de Saïda (1970-1974)
5. Wali d'Oran (1974 -1978)
6. Wali de Blida (1978-1979)
7. Wali d'Annaba (1979-1983).
8. Secrétaire Général du Ministère de l'Intérieur (1983-1987).
9. Consul général d'Algérie à Tunis (1988-1989)
10. Consul Général à Djedah(1989-1990)
11. Wali Hors Cadre (1990-1992) en retraite à Batna à ce jour

| N° | Fonction                                       | Début           | Fin             |
| 01 | Chef de cabinet wilaya des oisis               | août 1962       | mars 1964       |
| 02 | secrétaire général de la wilaya des oisis      | mars 1964       | avril 1967      |
| -- | ---------------------------------------------- | --------------- | --------------- |
| 03 | Secrétaire Général de la Wilaya de Batna       | avril 1967      | 12 octobre 1970 |
| 04 | Wali de Saïda                                  | 12 octobre 1970 | 1974            |
| 05 | Wali d'Oran                                    | 1974            | 31 août 1978    |
| 06 | Wali de Blida                                  | 1978            | 1979            |
| 07 | Wali d'Annaba                                  | 1979            | 1983            |
| 08 | Secrétaire Général du Ministère de l'Intérieur | 1983            | fin 1987        |
| 09 | Consul général d'Algérie à Tunis               | 1988            | 1989            |
| 10 | Consul général d'Algérie à Djedah              | 1989            | 1990            |
| 11 | Wali Hors Cadre                                | 1990            | 1992            |